# Серый Камень
Серый Камень — деревня в Шумячском районе Смоленской области России. Входит в состав Озёрного сельского поселения. По состоянию на 2007 год постоянного населения не имеет. 
Расположена в юго-западной части области в 11 км к юго-западу от Шумячей, в 0,5 км южнее автодороги А130 Москва — Варшава («Старая Польская дорога» или «Варшавское шоссе»). В 1,5 км южнее деревни расположена железнодорожная станция Осва на линии Рославль — Кричев. 

## История
В годы Великой Отечественной войны деревня была оккупирована гитлеровскими войсками в августе 1941 года, освобождена в сентябре 1943 года.